# شتاینن (راینلاند-فالتس)
شتاینن (راینلاند-فالتس) (به آلمانی: Steinen) یک شهر در آلمان است که در وستروالدکرایس واقع شده‌است. شتاینن ۲۴۷ نفر جمعیت دارد.